# 臺北榮民總醫院臺東分院

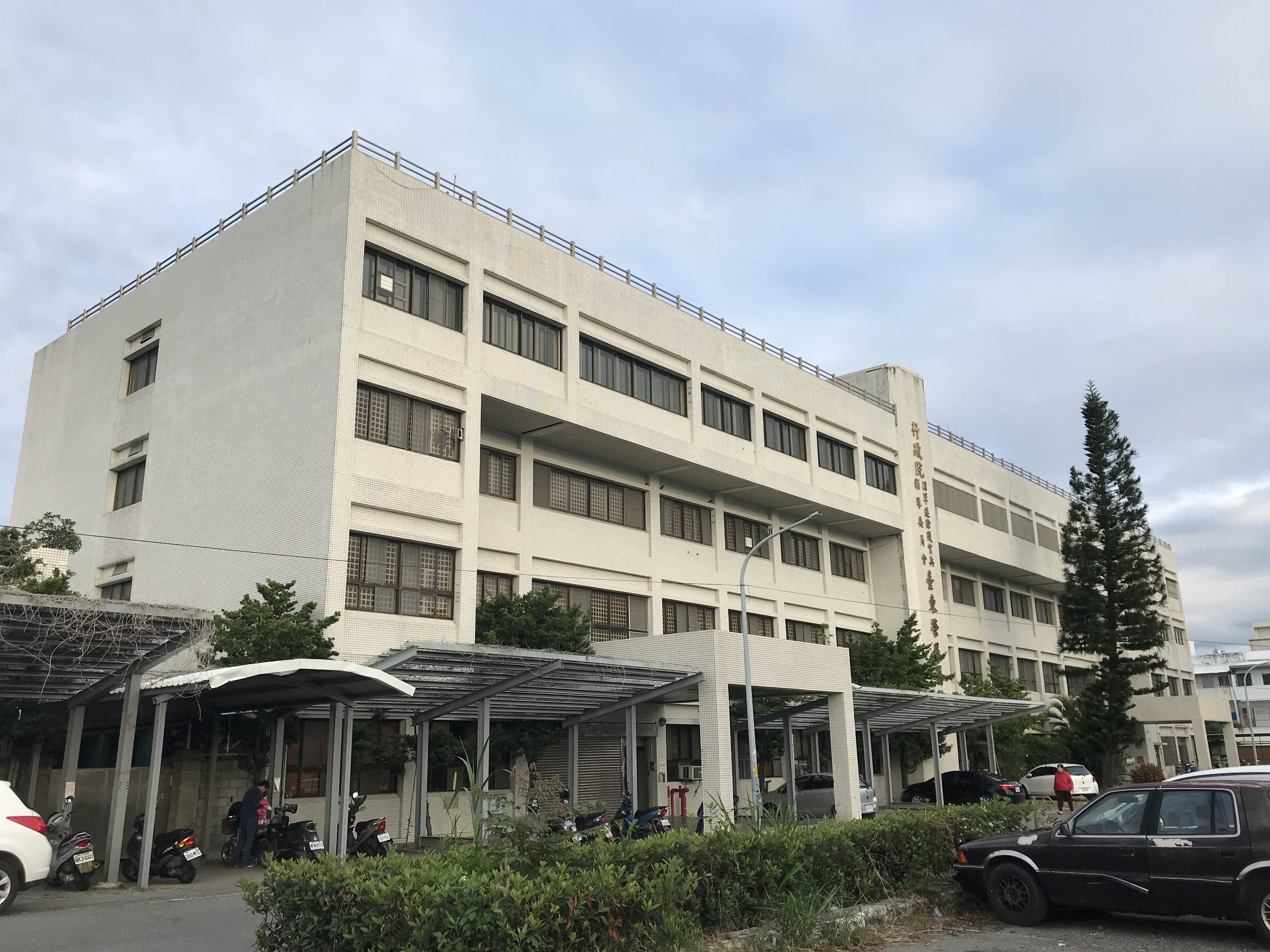
臺北榮民總醫院臺東分院勝利院區

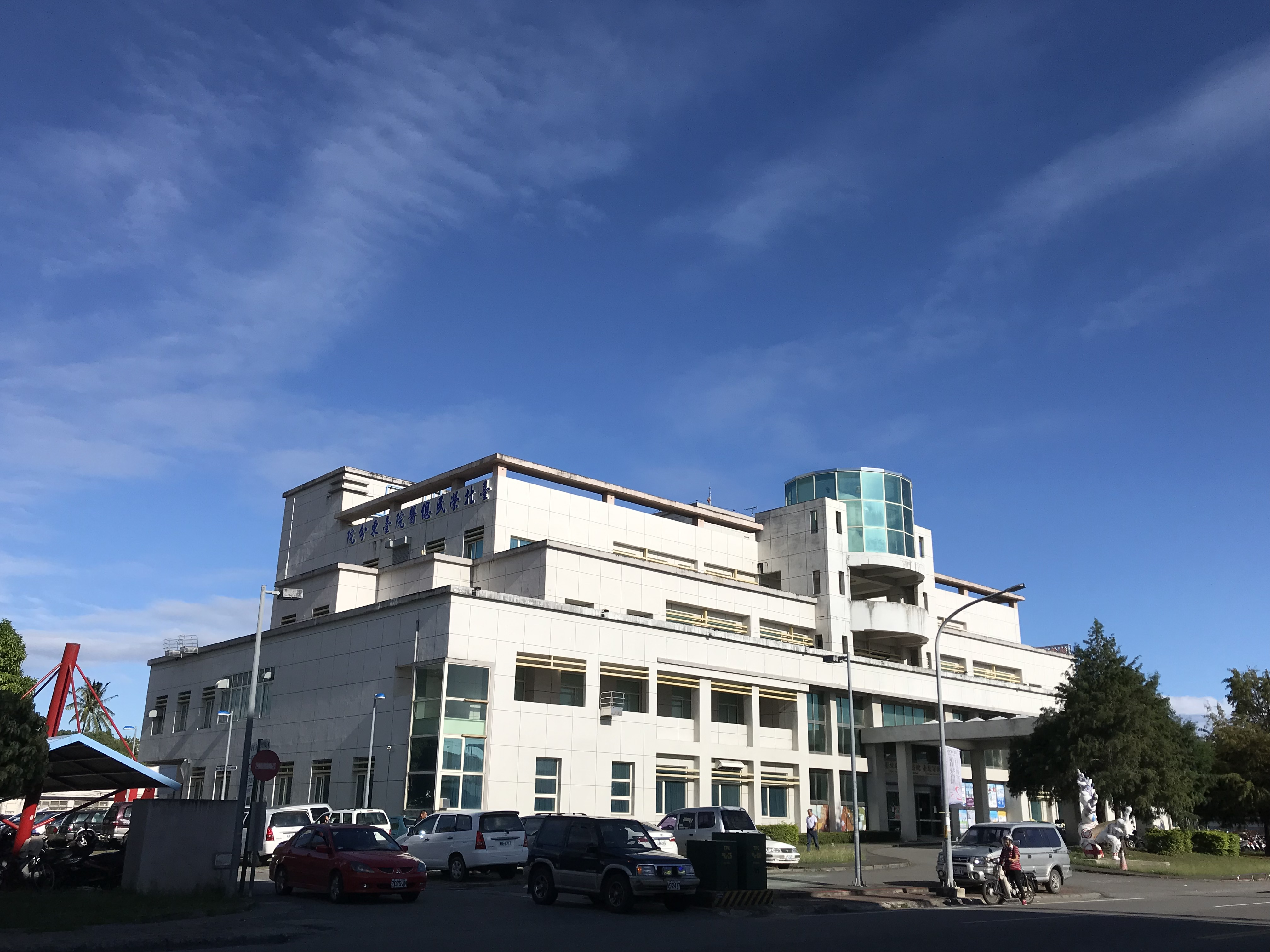
臺北榮民總醫院臺東分院馬蘭院區

臺北榮民總醫院臺東分院（英語：Taipei Veterans General Hospital Taitung Branch）位於臺灣臺東縣臺東市，又簡稱為臺東榮民醫院，分有勝利院區與更生院區。為國軍退除役官兵輔導委員會所轄下之地區性醫院之一，由臺北榮民總醫院直屬管轄。

## 沿革

### 鳳林榮民醫院臺東分院
臺北榮民總醫院臺東分院為行政院退輔會為照顧臺東地區之榮民及其眷屬的就醫問題，乃於1986年12月1日委託轄下的花蓮縣鳳林鎮鳳林榮民醫院於臺東市勝利街2號臺東榮民服務處成立榮民診所。後於1990年起，因應臺東地區榮民向退輔會陳情希望擴大榮民診所看診服務，因此退輔會將此案陳報衛生署（今衛生福利部）後，就地成立「鳳林榮民醫院臺東分院」。
鳳林榮民醫院臺東分院於1993年10月30日落成啟用，設有病床40床，1992年4月9日再獲得衛生署「衛署醫字第8119474號」函同意，臺東分院擴充病床達到100床，並獲得經費進行醫院主體建築改建作業，共分為兩期施作，於1994年1月及1996年6月完成第一期與第二期工程，後續在鳳林榮民醫院院長劉德三經營下已有初步的醫療規模。

### 臺東榮民醫院
因臺東分院醫療業務量逐漸增加，但受限於醫院人事員額編制，導致醫療能量尚無法負荷榮民之基本看診需求，因此1996年退輔會再度以專案方式向中央政府陳報擴大臺東分院醫療業務，1997年經行政院於1月發布之「臺86防字第04019號」函同意，同年6月16日鳳林榮民醫院臺東分院正式獨立為臺東榮民醫院，為退輔會轄下醫療體系中第12家獨立醫院，7月4日於院外停車場舉行升格典禮，由時任退輔會主任委員楊亭雲主持典禮。同時臺東榮民醫院也因應全民健康保險的推動，加入該政策成為地區性醫院，開放給一般大眾就醫使用。
臺東榮民醫院成立初期，於衛生署核准下設有健保補助病床70床、公務護理病床36床，爾後因納入全民健保開放給一般大眾也能就醫，而臺東榮民醫院因本身病床數量不多，致使醫療能量難以獲得社會大眾，甚至榮民等滿意之服務，因此在2000年時任監察委員康寧祥前往臺東榮民醫院視察時，指示退輔會方面因結合榮民之家與榮民醫院的服務以提升東部地區的醫療資源，落實服務照顧榮民及提供老年人完整的生活照顧與醫療服務，以達到「醫養合一」。
因此退輔會方面逐漸展開醫療與安養結合之規畫案，成立「臺東榮民醫院馬蘭工程作業小組」，計畫將勝利街2號的臺東榮民醫院遷址至更生路上的馬蘭榮民之家內。該遷址案經對外招標由林同棪工程顧問公司、泰有營造公司及蔡達寬建築師事務所等三間公司共同組成的團隊得標承攬，計畫分為兩期進行醫院遷址與舊院區整修改建工程。
2004年3月位於馬蘭榮民之家內的臺東榮民醫院新院址正式動工，新院址採鋼筋混凝土結構設計，設有地下一層與地上四層，配置診療間10間、急診室、加護病房、100床普通病房、15床洗腎室、HEPA1,000級手術室3間。屋外設施包含有污水處理廠、病理解剖室及停車場等，總基地面積為2.1公頃，樓板面積約有1萬平方公尺。2005年5月2日臺東榮民醫院新址落成啟用，經衛生署核准登記地址改至新址的臺東市更生路1000號。12月南區會屬醫療安養及服務機構聯席會報中，指示由高雄榮民總醫院經辦臺東榮民醫院新院區的未來經營規劃，並隨即由高雄榮總成立經管小組，增設醫療科別以擴大醫療服務。2005年6月21日臺東榮民醫院新院區由時任行政院院長謝長廷南下主持啟用典禮，總投資經費達新臺幣3億4千6百萬元。
於勝利路2號的舊院區在完成遷址後逐展開改建工程，是為第二期工程，項目包含將部分院內空間整建為醫院同仁之宿舍及外部的停車場整建作業，全部項目於2005年12月完成。
2009年6月臺東縣榮民服務處依據退輔會推動之醫養合一政策，遷址至臺東榮民醫院旁的更生路1012號，並計畫與臺東榮民醫院馬蘭榮家等三個單位整合成「馬蘭健康快樂服務園區」。
2005年底臺東榮民醫院委由高雄榮民總醫院經營下，因行政權責上並無上下隸屬關係，導致院務推動並不順暢，短短一年即宣告破局，也因此臺東榮民醫院又展開併入臺北榮民總醫院成為其轄下之分院之一的推動作業。並於期間開始以作為臺北榮總之分院的腳色發展分院醫療特色，臺東榮民醫院以「癌症轉診治療平台」作為特色經營，於2012年7月開始試營運。
「癌症轉診治療平台」係因臺東地區各類型癌症發生率與西部縣市相當，在與醫療資源相對豐富的臺北榮總協商後，建立單一窗口接收癌症病患，並快速轉診至臺北榮總，可立即接受醫療能量更高之治療。同時臺東榮民醫院也斥資新臺幣300萬建立化療調配室，發展在地化學治療，並與台東馬偕醫院配合發展放射治療。
另一方面舊有的勝利院區則在2006年3月底獲得衛生署核准設立精神病房急性病床20床、慢性病床146床，日間病房30床，自此轉型為精神醫療園區，成為臺東縣境內精神醫療人力及病床數最多的醫院，亦是縣內精神科緊急醫療的責任醫院。

### 臺北榮民總醫院臺東分院
2013年11月1日起臺東榮民醫院正式併入臺北榮民總醫院，更名為臺北榮民總醫院臺東分院。
臺北榮民總醫院臺東分院於近年開始轉型為全功能性社區醫院，陸續開辦整形外科及婦女醫學科等，並於2016年12月9日臺東分院斥資新臺幣600萬元改建院內空間的「美容醫學暨健檢中心」正式開幕，中心內設有治療室4間、諮詢室2間。2018年3月臺東分院配合政府推動之長照2.0政策，經過1年規劃後斥資新臺幣500萬元成立幸福居老人日間照顧中心，成為繼台東聖母醫院後臺東縣境內第二間政府立案的日照中心，以提供長輩及失智症患者，全面性的照顧服務。
幸福居老人日間照顧中心為B級複合型服務中心，設有多功能活動室、休憩室、活力坊、天空花園等空間總占地面積約有110坪，能提供24名長輩生活照顧與文康休閒活動。

## 組織架構

### 行政部門
- 醫務企管室
- 秘書室
- 主計室
- 人事室
- 政風室

### 醫療部門[11]
| 內科部 - 一般內科 - 心臟內科 - 肝膽腸胃科 - 血液腫瘤科 - 過敏風濕免疫科 - 胸腔內科 - 腎臟科 - 感染科 - 中醫科 | 外科部 - 骨科 - 泌尿科 - 小兒科 - 一般外科 | 其他專科 - 眼科 - 婦科 - 復健醫學科 - 身心科 - 家醫科 - 美容醫學科 - 老年醫學科 | 其他特別門診 - 高血壓特別門診 - 戒菸門診 - 高齡整合性門診 - 安寧特別門診 - 不可失憶門診 - 失智症整合門診 - 安心門診 - 泌尿科男性醫學特別門診 |

### 醫技部門
各大科部
- 護理部
- 藥劑科
- 檢驗科
- 職能復健科
- 臨床心理科
- 營養科

## 歷任院長
| 任別                       | 姓名             | 任期                    | 備註                       |                  |                  |                  |                  |                  |                  |                  |                  |
| 臺東榮民醫院院長           | 臺東榮民醫院院長 | 臺東榮民醫院院長        | 臺東榮民醫院院長           | 臺東榮民醫院院長 | 臺東榮民醫院院長 | 臺東榮民醫院院長 | 臺東榮民醫院院長 | 臺東榮民醫院院長 | 臺東榮民醫院院長 | 臺東榮民醫院院長 | 臺東榮民醫院院長 |
| -------------------------- | ---------------- | ----------------------- | -------------------------- | ---------------- | ---------------- | ---------------- | ---------------- | ---------------- | ---------------- | ---------------- | ---------------- |
| 1                          | 程曉東           | 1997年8月 - 2003年8月   | 升格臺東榮民醫院首任院長   |                  |                  |                  |                  |                  |                  |                  |                  |
| 2                          | 徐長弘           | 2003年9月 - 2005年7月   |                            |                  |                  |                  |                  |                  |                  |                  |                  |
| 3                          | 許宏基           | 2005年7月 - 2006年2月   |                            |                  |                  |                  |                  |                  |                  |                  |                  |
| 4                          | 游漢欽           | 2006年2月 - 2006年10月  | 退輔會第六處副處長兼任     |                  |                  |                  |                  |                  |                  |                  |                  |
| 5                          | 劉家瑞           | 2006年10月 - 2007年10月 | 玉里榮民醫院院長兼任       |                  |                  |                  |                  |                  |                  |                  |                  |
| 6                          | 劉文健           | 2007年10月 - 2010年9月  | 玉里榮民醫院院長兼任       |                  |                  |                  |                  |                  |                  |                  |                  |
| 7                          | 林知遠           | 2010年10月 - 2013年10月 | 玉里榮民醫院院長兼任       |                  |                  |                  |                  |                  |                  |                  |                  |
| 臺北榮民總醫院臺東分院院長 |                  |                         |                            |                  |                  |                  |                  |                  |                  |                  |                  |
| 1                          | 林知遠           | 2013年11月 - 2018年5月  | 玉里榮民醫院院長兼任       |                  |                  |                  |                  |                  |                  |                  |                  |
| 2                          | 趙建剛           | 2018年5月 - 2022年4月   | 玉里榮民醫院院長兼任       |                  |                  |                  |                  |                  |                  |                  |                  |
| 3                          | 胡宗明           | 2022年4月 -             | 現任，玉里榮民醫院院長兼任 |                  |                  |                  |                  |                  |                  |                  |                  |

## 外部連結
- 官方网站
- 臺北榮民總醫院臺東分院的Facebook專頁